# 八幡駅 (静岡県)
八幡駅（はちまんえき）は、静岡県浜松市中央区八幡町にある遠州鉄道鉄道線の駅。駅番号はET04。

## 歴史

### 駅名の由来
1926年に設置された浜松繭市場の最寄り駅として開設されたのが由来。当初は繭市場で定期的に開催されていた中部六県織物共進会への最寄り駅として期間限定の臨時駅として設置されたのが、付近住民の請願で後に正式な駅に昇格したもの。
その後繭市場が閉鎖され、跡地にヤマハ本社が建ったことから浜松市の地名である八幡町の「八幡」を取って現在の八幡駅に改称された。
なお「八幡」の地名は、近隣にある浜松八幡宮にちなんで命名された。

### 年表
- 1928年（昭和3年）4月27日：繭市場前駅（臨時駅）として開設。
- 1929年（昭和4年）12月16日：臨時駅から正式な駅に昇格。
- 1951年（昭和26年）8月1日：遠州八幡駅に改称。
- 1984年（昭和59年）4月1日：早朝、深夜無人となる[2]。
- 1985年（昭和60年）12月1日：高架化、八幡駅に改称[3]。
- 2012年（平成24年）11月24日：終日無人駅化。

## 駅構造
相対式ホーム2面2線を有する高架駅。駅舎があるが終日無人駅。早朝深夜を除いて列車交換が行われる。
2012年11月23日まではこの駅が高架線北端（当駅 - 助信駅で下って地上線となる形）となっていたが、翌日からは平成17年度より始まった遠州鉄道鉄道線高架化事業の完成により上島駅（高架化と同時に遠州上島駅から改称）まで高架が延伸された。それと同時に終日無人駅化。
比較的近年まで発車票が反転フラップ式であったが、既にLED式に交換されている。なお、反転フラップ式はその後も隣の助信駅に残存していたが、高架化の際に形状の異なるLED式に交換された。
かつての地上駅時代、当駅から隣接するヤマハ本社工場への専用線が分岐し、工場から出荷されるピアノやオルガンなどの輸送を行っていた。ヤマハ工場が建つ前に繭市場があった頃も専用線が敷かれており、繭の輸送を行っていた。
2021年度からバリアフリー対応のための改修工事が始められており、エレベーター等が新たに設置される予定である。

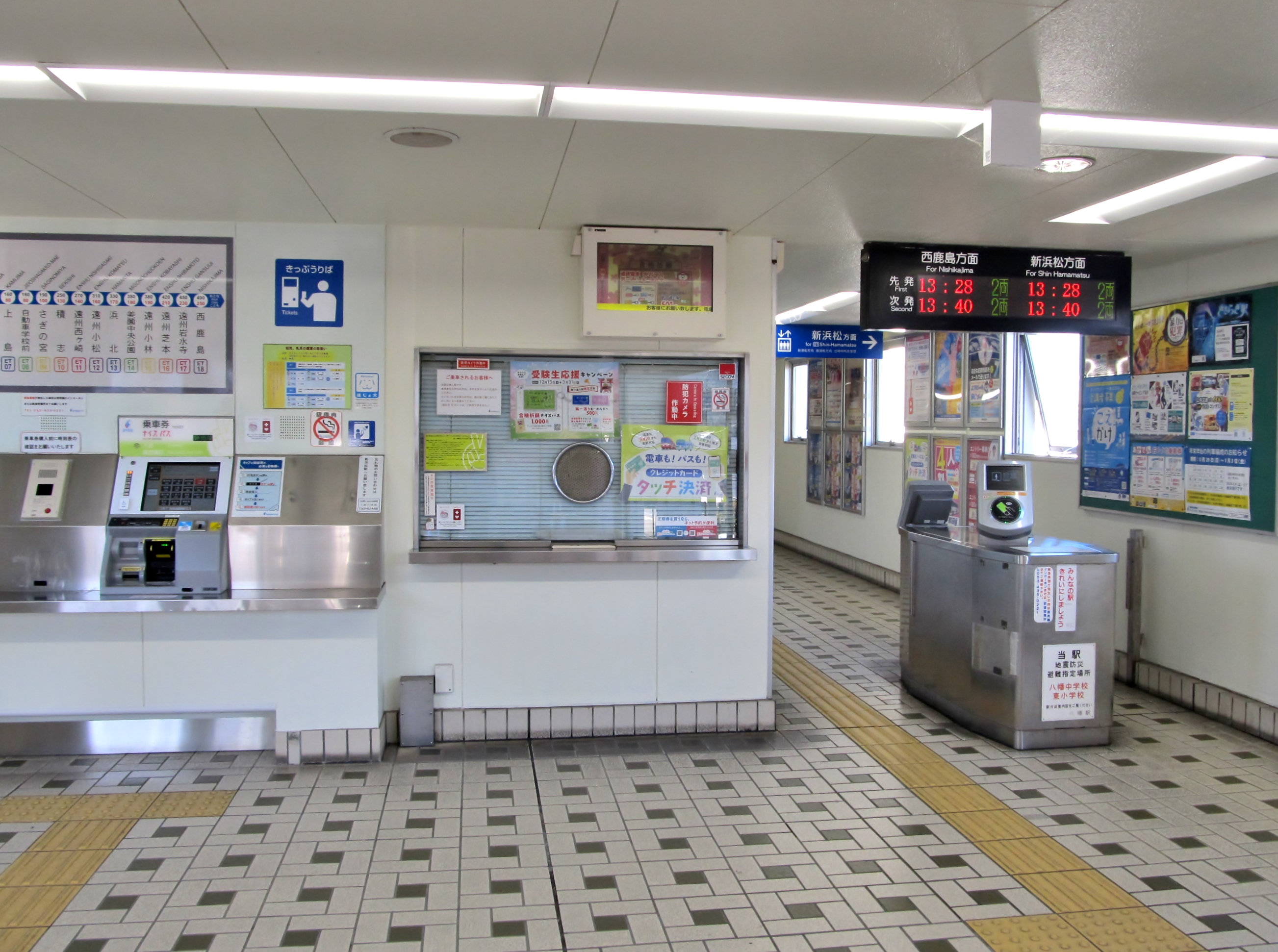
改札口
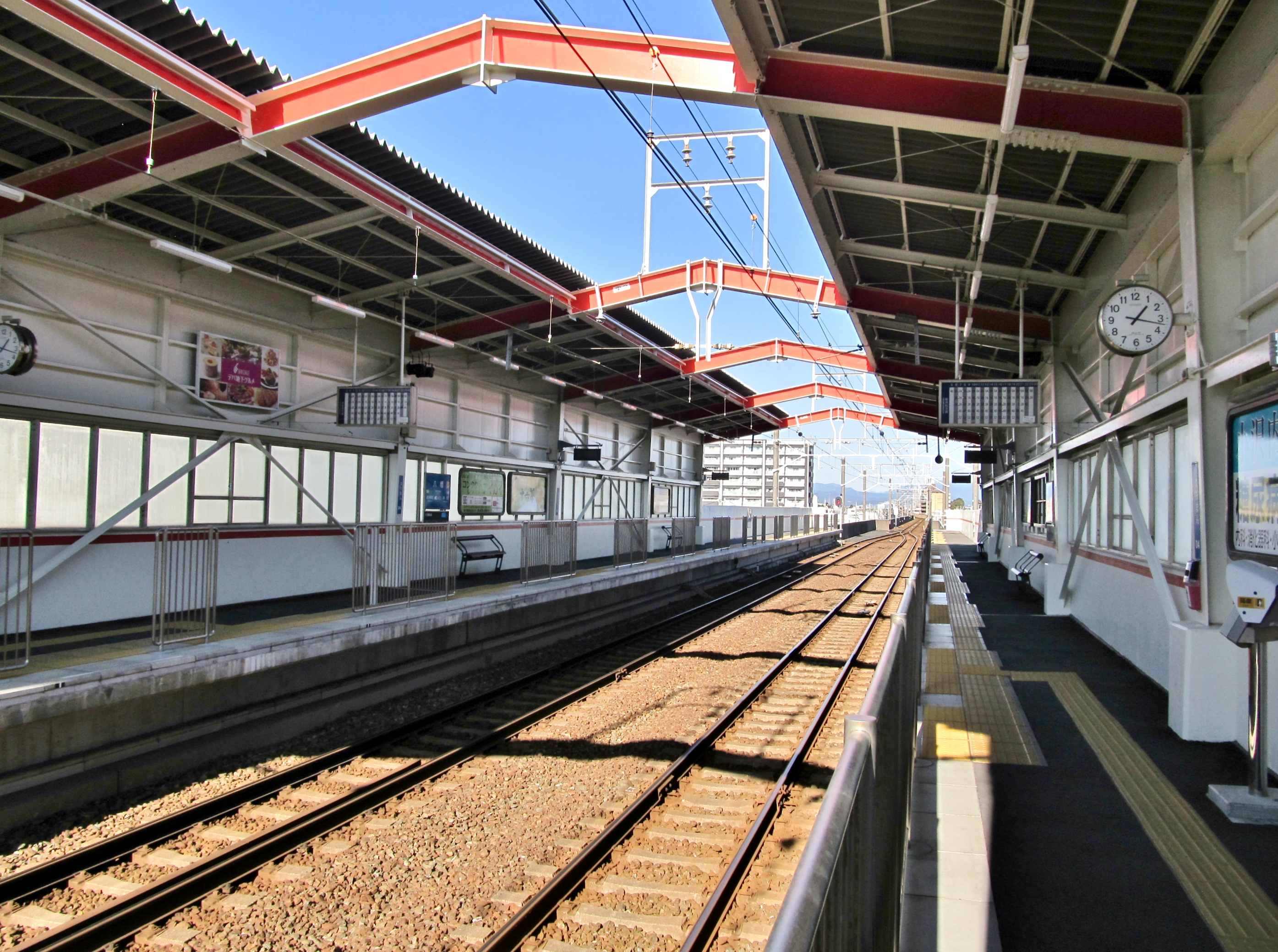
ホーム
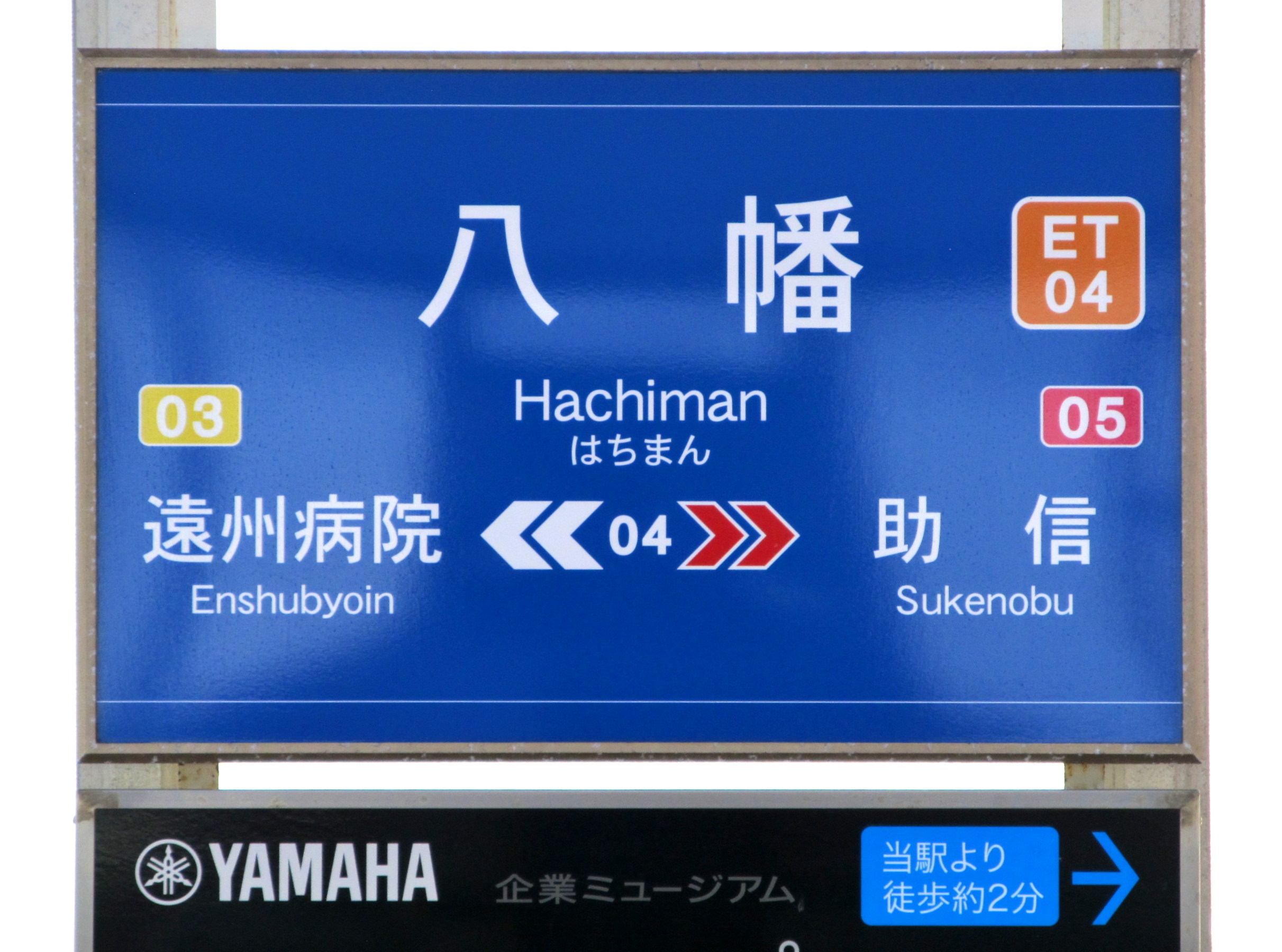
駅名標

### のりば
| ホーム | 路線               | 方向 | 行先             |
| ------ | ------------------ | ---- | ---------------- |
| 東側   | ■ET 遠州鉄道鉄道線 | 上り | 新浜松方面       |
| 西側   | ■ET 遠州鉄道鉄道線 | 下り | 浜北・西鹿島方面 |

## 利用状況
2019年度（令和元年度）の乗車人員は405,272人（全18駅中10位）、降車人員は392,320人（同10位）。主として通学・通勤用に利用される。
1980年度（昭和55年度）以降の乗車人員及び降車人員は次の表の通り。
| 年間の乗車人員・降車人員の推移 | 年間の乗車人員・降車人員の推移 | 年間の乗車人員・降車人員の推移 | 年間の乗車人員・降車人員の推移 |
| 年度                           | 遠州鉄道                       | 遠州鉄道                       | 出典・備考                     |
| 年度                           | 乗車人員                       | 降車人員                       | 出典・備考                     |
| ------------------------------ | ------------------------------ | ------------------------------ | ------------------------------ |
| 1980年度（昭和55年度）         | 422,514 人                     | 422,953 人                     | [ 6 ]                          |
| 1981年度（昭和56年度）         | 406,205 人                     | 413,296 人                     | [ 7 ]                          |
| 1982年度（昭和57年度）         | 376,593 人                     | 390,460 人                     | [ 8 ]                          |
| 1983年度（昭和58年度）         | 335,667 人                     | 340,281 人                     | [ 9 ]                          |
| 1984年度（昭和59年度）         | 315,841 人                     | 312,548 人                     | [ 10 ]                         |
| 1985年度（昭和60年度）         | 265,384 人                     | 266,239 人                     | [ 11 ]                         |
| 1986年度（昭和61年度）         | 298,457 人                     | 283,192 人                     | [ 12 ]                         |
| 1987年度（昭和62年度）         | 309,233 人                     | 294,285 人                     | [ 13 ]                         |
| 1988年度（昭和63年度）         | 319,665 人                     | 300,903 人                     | [ 14 ]                         |
| 1989年度（平成元年度）         | 313,440 人                     | 294,408 人                     | [ 15 ]                         |
| 1990年度（平成2年度）          | 315,679 人                     | 293,303 人                     | [ 16 ]                         |
| 1991年度（平成3年度）          | 327,817 人                     | 305,347 人                     | [ 17 ]                         |
| 1992年度（平成4年度）          | 305,638 人                     | 284,546 人                     | [ 18 ]                         |
| 1993年度（平成5年度）          | 289,341 人                     | 273,625 人                     | [ 19 ]                         |
| 1994年度（平成6年度）          | 293,416 人                     | 278,924 人                     | [ 20 ]                         |
| 1995年度（平成7年度）          | 282,149 人                     | 264,715 人                     | [ 21 ]                         |
| 1996年度（平成8年度）          | 308,243 人                     | 289,903 人                     | [ 22 ]                         |
| 1997年度（平成9年度）          | 348,272 人                     | 331,797 人                     | [ 23 ]                         |
| 1998年度（平成10年度）         | 369,968 人                     | 345,467 人                     | [ 24 ]                         |
| 1999年度（平成11年度）         | 369,018 人                     | 358,202 人                     | [ 25 ]                         |
| 2000年度（平成12年度）         | 367,628 人                     | 361,468 人                     | [ 26 ]                         |
| 2001年度（平成13年度）         | 370,122 人                     | 356,287 人                     | [ 27 ]                         |
| 2002年度（平成14年度）         | 362,230 人                     | 359,372 人                     | [ 28 ]                         |
| 2003年度（平成15年度）         | 373,916 人                     | 363,327 人                     | [ 29 ]                         |
| 2004年度（平成16年度）         | 361,952 人                     | 359,785 人                     | [ 30 ]                         |
| 2005年度（平成17年度）         | 364,545 人                     | 355,642 人                     | [ 31 ]                         |
| 2006年度（平成18年度）         | 377,100 人                     | 365,317 人                     | [ 32 ]                         |
| 2007年度（平成19年度）         | 416,548 人                     | 402,686 人                     | [ 33 ]                         |
| 2008年度（平成20年度）         | 430,562 人                     | 417,912 人                     | [ 34 ]                         |
| 2009年度（平成21年度）         | 398,149 人                     | 386,403 人                     | [ 35 ]                         |
| 2010年度（平成22年度）         | 391,327 人                     | 375,410 人                     | [ 36 ]                         |
| 2011年度（平成23年度）         | 388,442 人                     | 378,176 人                     | [ 37 ]                         |
| 2012年度（平成24年度）         | 397,878 人                     | 387,277 人                     | [ 38 ]                         |
| 2013年度（平成25年度）         | 380,207 人                     | 371,262 人                     | [ 39 ]                         |
| 2014年度（平成26年度）         | 397,052 人                     | 390,429 人                     | [ 40 ]                         |
| 2015年度（平成27年度）         | 392,185 人                     | 384,277 人                     | [ 41 ]                         |
| 2016年度（平成28年度）         | 383,020 人                     | 373,689 人                     | [ 42 ]                         |
| 2017年度（平成29年度）         | 386,164 人                     | 377,445 人                     | [ 43 ]                         |
| 2018年度（平成30年度）         | 402,700 人                     | 388,343 人                     | [ 44 ]                         |
| 2019年度（令和元年度）         | 405,272 人                     | 392,320 人                     | [ 5 ]                          |

## 駅周辺

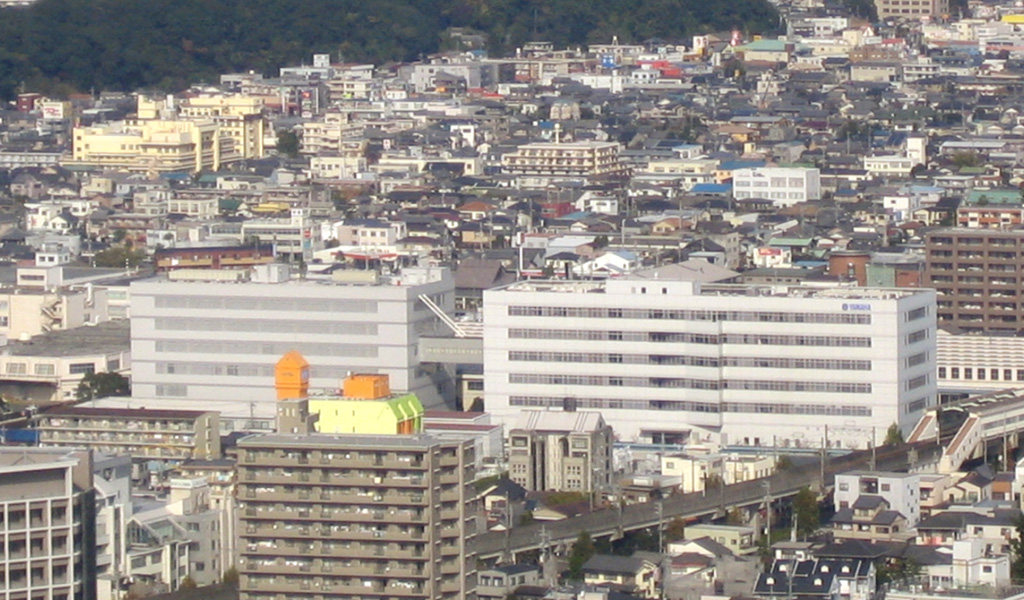
ヤマハ本社。その東側に八幡駅が見える

- 遠鉄バス2早出線「八幡西」停留所（下り（早出・上島駅東・イオンモール浜松市野方面）） - 遠州病院前 - 柳通り間は上下でルートが異なり、下りは八幡駅西口から出て電車通りの西側にある。上り（浜松駅方面）は駅から東に300m程歩いた野口大通り上にある「八幡宮東」が最寄りとなる。
- ヤマハ本社、及び本社工場
- 浜松市立八幡中学校
- マックスバリュ浜松助信店
- 西友浜松船越店
- 浜松八幡宮

## 隣の駅
遠州鉄道
■ET 鉄道線
遠州病院駅（ET03） - 八幡駅（ET04） - 助信駅（ET05）